# Indirana
Indirana és un gènere de granotes de la familia Ranixalidae que es troba a l'Àsia meridional.

## Taxonomia
- Indirana beddomii (Günther, 1876).
- Indirana bhadrai (Garg S & Biju SD, 2016).
- Indirana brachytarsus (Günther, 1876).
- Indirana chiravasi (Padhye AD, Modak N & Dahanukar N, 2014)
- Indirana duboisi (Dahanukar N, Modak N, Krutha K, Nameer PO, Padhye AD & Molur S, 2016)
- Indirana gundia (Dubois, 1986).
- Indirana leithii (Boulenger, 1888).
- Indirana leptodactyla (Boulenger, 1882).
- Indirana longicrus (Rao, 1937).
- Indirana paramakri (Garg S & Biju SD, 2016).
- Indirana salelkari (Modak N, Dahanukar N, Gosavi N & Padhye AD, 2015)
- Indirana sarojamma (Dahanukar N, Modak N, Krutha K, Nameer PO, Padhye AD & Molur S, 2016)
- Indirana semipalmata (Boulenger, 1882).
- Indirana tenuilingua (Rao, 1937).
- Indirana tysoni (Dahanukar N, Modak N, Krutha K, Nameer PO, Padhye AD & Molur S, 2016)
- Indirana yadera (Dahanukar N, Modak N, Krutha K, Nameer PO, Padhye AD & Molur S, 2016)